# Antoni Bogusławski
Antoni Jan Bogusławski (ur. 28 listopada 1889 w Warszawie, zm. 31 sierpnia 1956 w Londynie) – polski wojskowy, poeta, pisarz, tłumacz i dziennikarz, autor książek dla dzieci. Podpułkownik dyplomowany kawalerii Wojska Polskiego. Jeden z pierwszych sprawozdawców sportowych Polskiego Radia, jeden z pierwszych twórców polskiego komiksu, aktywny działacz emigracyjny, prezes Związku Pisarzy Polskich na Obczyźnie. Odznaczony orderem Virtuti Militari i pięciokrotnie Krzyżem Walecznych.

## Życiorys

### Dzieciństwo i młodość

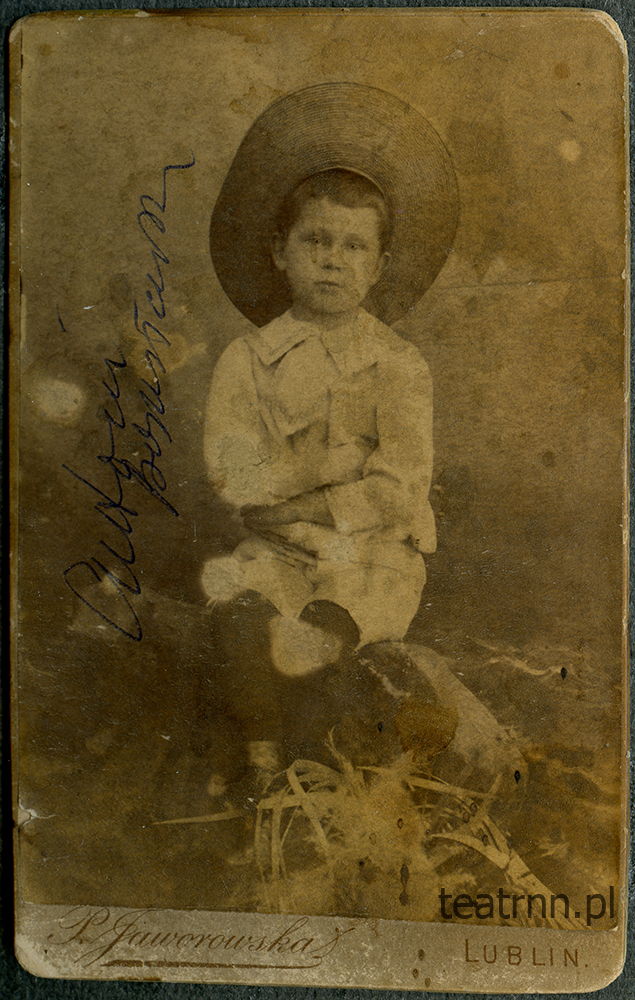
Antoni Bogusławski w dzieciństwie

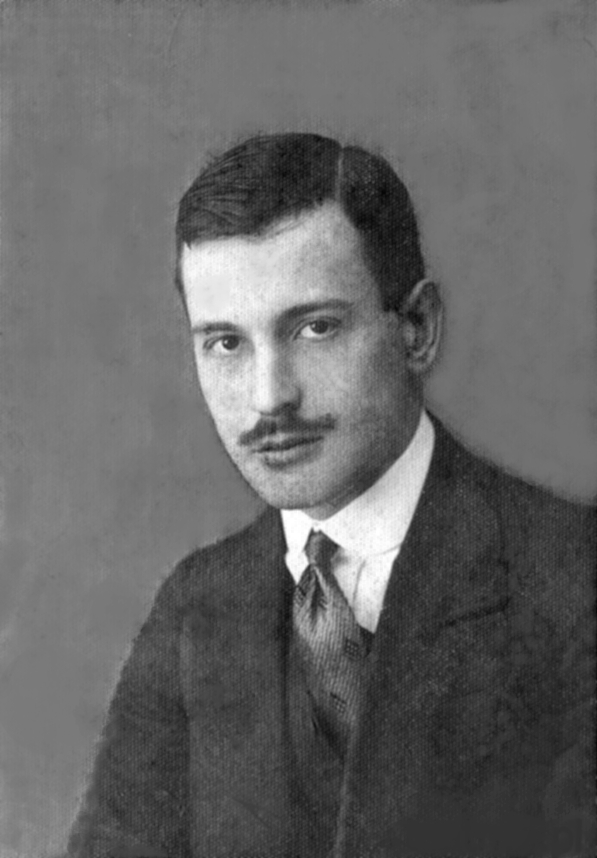
Antoni Bogusławski jako młodzieniec, między 1910 a 1915 r.

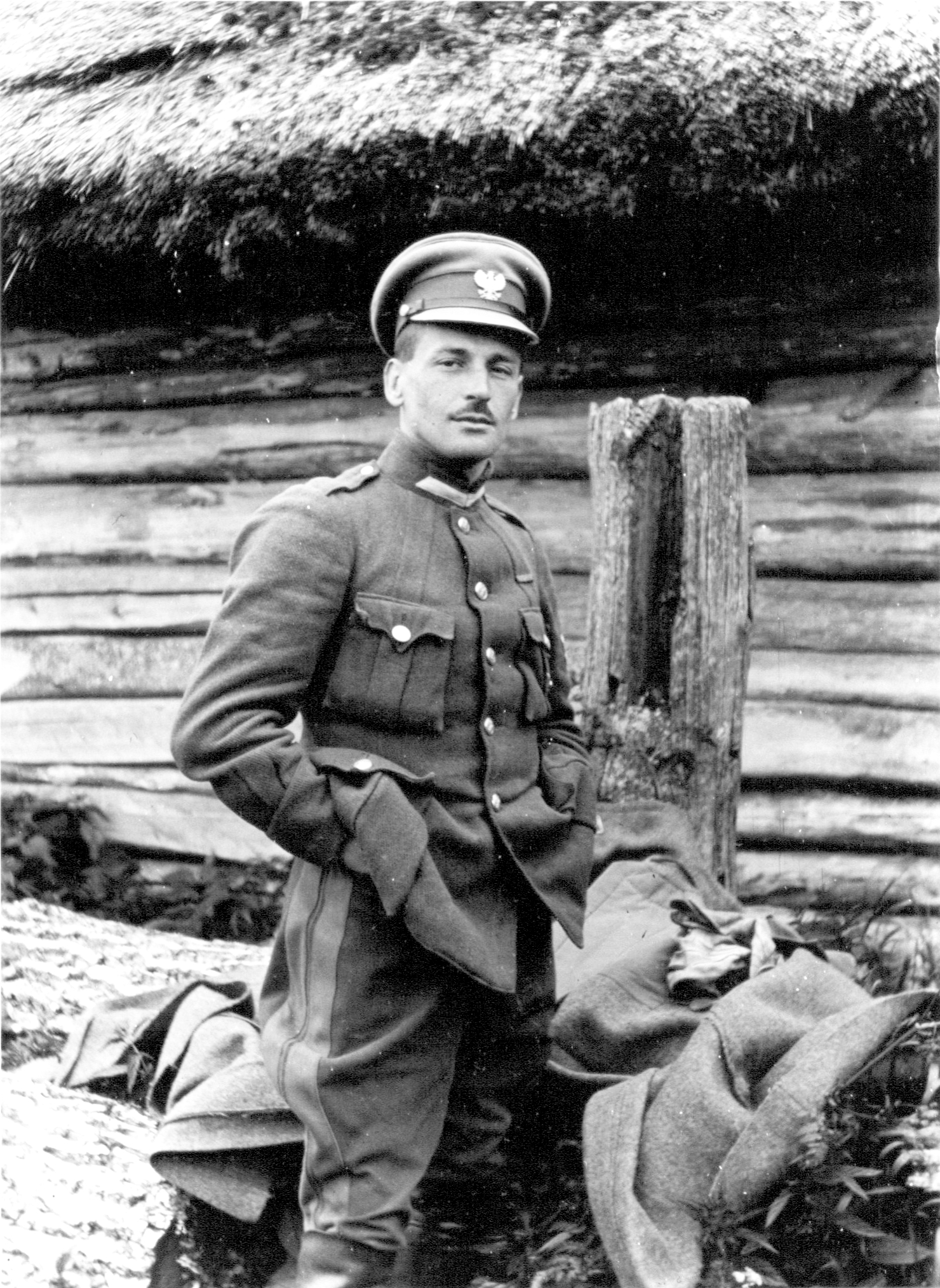
Antoni Bogusławski w 1918 w 1 Pułku Ułanów Krechowieckich im. płk. Bolesława Mościckiego

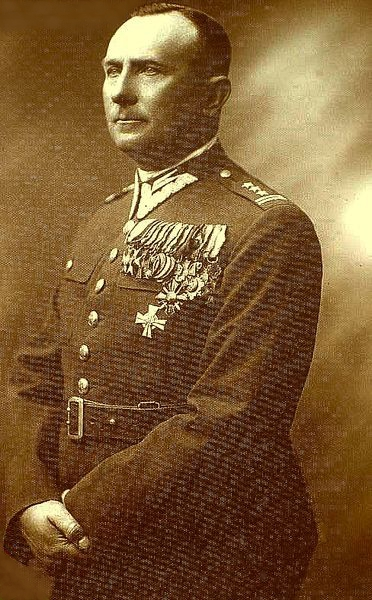
Antoni Bogusławski w 24 Pułku Ułanów w Kraśniku, po 1928

Antoni był synem Jana Andrzeja Bogusławskiego i Marii Józefy z Brzezińskich. Pochodził z rodziny ziemiańskiej o tradycjach żołnierskich. Jego pradziad, Ludwik Bogusławski (1773–1840), odznaczony przez Napoleona, był w czasie powstania listopadowego generałem i dowódcą dywizji, a po upadku powstania zesłańcem w głąb Rosji na mocy decyzji cara Mikołaja I.
Uczęszczał do gimnazjum rosyjskiego w Warszawie. W 1905 roku brał udział w strajku szkolnym i został aresztowany za udział w komitecie strajkowym. Następnie uczył się w pierwszej polskiej szkole w Królestwie Polskim – Gimnazjum gen. Pawła Chrzanowskiego, które ukończył w 1909 roku. Należał do organizacji Związek Młodzieży Polskiej „Przyszłość” (Pet) i Związku Młodzieży Polskiej „Zet”. W 1908 roku zadebiutował wierszem Mój kraj opublikowanym w wileńskiej „Pobudce” (Nr 1). W 1909 roku został aresztowany i musiał opuścić kraj bez prawa powrotu w czasie trwania stanu wyjątkowego. Wyjechał do Francji, gdzie w 1913 roku ukończył studia prawnicze na Uniwersytecie Montpellier. Przez kilka miesięcy wykładał tam na kursach dla cudzoziemców. W 1914 roku wyjechał z Francji i przez krótki czas był kierownikiem biura Polskiego Towarzystwa Pomocy Ofiarom Wojny w Kijowie.

### Kariera wojskowa
W 1915 roku rozpoczął naukę w szkole junkrów kawalerii w Jelizawietgradzie. W latach 1917–1918 był oficerem I Korpusu Polskiego w Rosji, a następnie oficerem Wojska Polskiego. Od 16 czerwca do 30 listopada 1919 roku był słuchaczem I Kursu Wojennej Szkoły Sztabu Generalnego w Warszawie. W 1920 roku brał udział wojnie polsko-bolszewickiej za co został odznaczony orderem Virtuti Militari. 3 maja 1922 zweryfikowany został w stopniu majora ze starszeństwem z dniem 1 czerwca 1919 w korpusie oficerów jazdy. W kolejnych latach pracował w Gabinecie Ministra Spraw Wojskowych. W 1923 był kierownikiem referatu w Wojskowym Biurze Historycznym Sztabu Generalnego WP. 1 listopada 1924 przydzielony został do 1 pułku Ułanów Krechowieckich w Augustowie z równoczesnym odkomenderowaniem na Kurs Doszkolenia Wyższej Szkoły Wojennej w Warszawie. 15 października 1925 roku, po ukończeniu kursu i uzyskaniu dyplomu naukowego oficera Sztabu Generalnego, przydzielony został do Dowództwa Okręgu Korpusu Nr II w Lublinie. W 1928 roku pełnił służbę w 24 pułku ułanów w Kraśniku, na stanowisku dowódcy szwadronu.

### Praca twórcza
Równocześnie rozwijał twórczość literacką i dziennikarską. Współpracował m.in. z pismami: „Żołnierz Polski” (1921–1927), „Polska Zbrojna” (1922–1927), „Kurier Warszawski” (1923–1939), „Dziennik Polski” (1924–1929). Zajmował się także twórczością dla dzieci i współpracował od 1925 z „Płomyczkiem” oraz „Płomykiem”. Wydał Kolendy żołnierskie (1924), Czytanki żołnierskie (1925), Na biwaku (1925), zbiory poezji: Honor i Ojczyzna (1927), Dwór (1929), Zwierciadełko (1929), dla dzieci: Dobosz Grześ, O rycerzu Okruszynce (1925), Różne powiastki (1929), Zajączki (1929), Żywe literki (1929), Jak kaczorek Kwaczorek przez Gdańsk do Gdyni popłynął (1929), Mała Tereska (1933). Ponadto opracował Wojnę francusko-pruską 1870–71 (1925) i przetłumaczył Pochód za Wisłę Michaiła Tuchaczewskiego (1926) oraz chorwacki poemat Śmierć Smail-agi Czengicia Ivana Mažuranićia (1931). Był także autorem tekstów piosenek m.in. Bałtyk (1933), pieśń o polskim morzu na chór męski, do której muzykę skomponował Piotr Maszyński oraz Jak szumi Bałtyk (1935), na chór mieszany z muzyką Feliksa Nowowiejskiego.
W 1929 roku wystąpił z wojska i poświęcił się gospodarowaniu na roli oraz pracy dziennikarskiej. W 1930 roku współredagował miesięcznik dla Polaków na obczyźnie „Wieści z Polski”, organ stowarzyszenia Opieka Polska nad Rodakami na Obczyźnie. Na łamach tego czasopisma zamieścił utwór poświęcony swojemu przyjacielowi, poecie Arturowi Oppmanowi, który zmarł w 1931 roku.
Współpracował także z pismami „Czyn Młodzieży PCK” (1930–1939), „Biblioteki Jugosłowiańskiej” (1934–1938). Był redaktorem naczelnym „Przewodnika Gimnastycznego „Sokół”” oraz sekretarzem generalnym Związku Towarzystw Gimnastycznych „Sokół” w Polsce, członkiem zarządu Towarzystwa Literatów i Dziennikarzy Polskich.

### Sprawozdawca radiowy i twórca komiksu
Był jednym z pierwszych sprawozdawców sportowych Polskiego Radia. Jako dziennikarz radiowy pracował od 1927 roku. Oprócz relacji z wydarzeń sportowych 28 czerwca 1927 roku prowadził na żywo relację z uroczystości pogrzebowych związanych ze sprowadzeniem do kraju prochów Juliusza Słowackiego. Prowadził też audycje dla żołnierzy z ramienia Wojskowego Instytutu Naukowo-Wydawniczego.
Był także prekursorem i jednym z pierwszych twórców polskiego komiksu. Na łamach „Tygodnika Ilustrowanego” ukazywała się seria Pan Hilary i jego przygody według scenariusza pisarza z ilustracjami Kamila Mackiewicza. Pierwszy odcinek został opublikowany w połowie lipca 1926 roku. Bohaterem był kresowy zamożny posiadacz ziemski będący przedstawicielem wciąż jeszcze licznej i wpływowej w dwudziestoleciu międzywojennym warstwy społecznej, upodobniony przez rysownika do sienkiewiczowskiego Zagłoby, łysy grubas z sumiastymi wąsami i z umiłowaniem do hulaszczego trybu życia.

### II wojna światowa
Po wybuchu II wojny światowej początkowo dostał przydział do Wojskowego Instytutu Naukowo-Oświatowego, a wkrótce potem został przekomenderowany do dyspozycji gen. Władysława Sikorskiego. Wraz z nim przekroczył 17 września 1939 granicę kraju w Kutach i przez Rumunię, Jugosławię i Włochy dotarł do Francji, gdzie pracował w Ministerstwie Spraw Wojskowych w Paryżu. W 1940 roku wraz z rządem przeniósł się do Anglii, gdzie jako oficer w stopniu podpułkownika dyplomowanego, pełnił funkcję szefa Kwatery Prasowej w Gabinecie Naczelnego Wodza. Nadzorował dział cenzury wojskowej oraz był szefem Polskich Korespondentów Wojennych.
W okresie wojny jego wiersze, artykuły i utwory dla dzieci były drukowane w wielu polskich pismach na Zachodzie, m.in. w „Wiarusie Polskim” (1939–40), „Polsce Walczącej” (1940–1944; tu m.in. wiersze pod ps. Antyk), „Wiadomościach Polskich” (1940–1944), „Dzienniku Polskim” (później jako „Dziennik Polski i Dziennik Żołnierza”, 1941–1944). W 1943 roku napisał słowa Kolędy żołnierskiej, śpiewanej na melodię Przybieżeli do Betlejem. Była ona kolportowana w jednostkach wojskowych Polskich Sił Zbrojnych w Szkocji. Tekst Kolędy żołnierskiej opublikował 25 grudnia 1946 roku „Głos szkolny”, miesięcznik Gimnazjalnego Kółka Literackiego nr 1 w Łodzi, pod redakcją Kazimierza Kędzi.

### Na emigracji

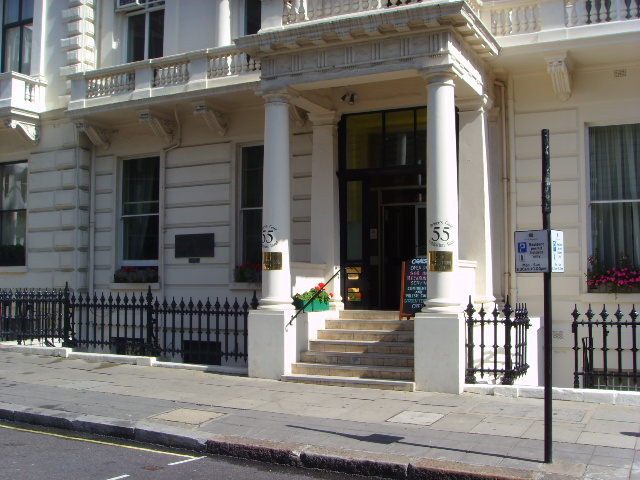
Ognisko Polskie w Londynie, Exhibition Road 55

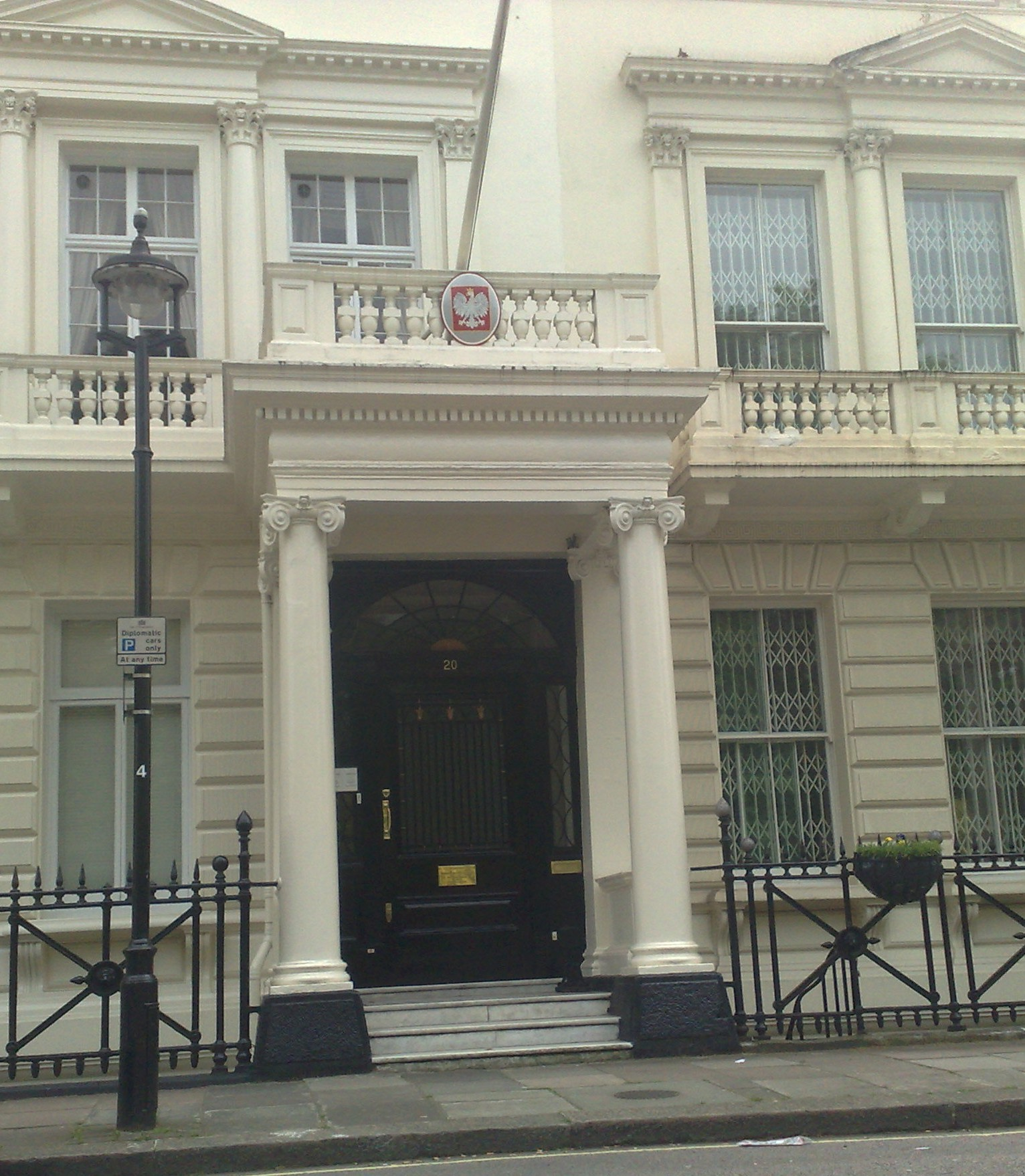
Instytut Polski i Muzeum im. gen. Sikorskiego w Londynie

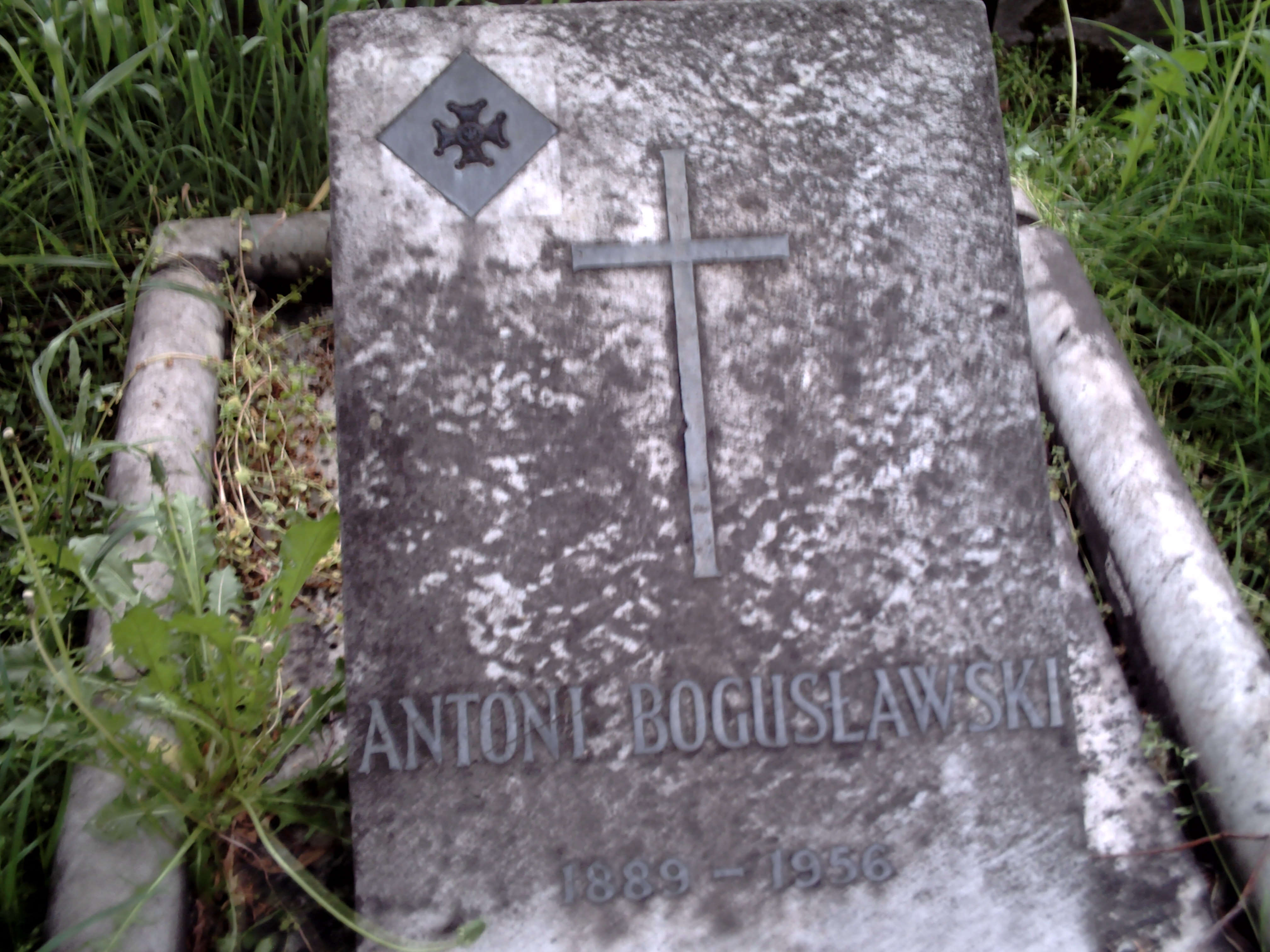
Grób Antoniego Bogusławskiego, Cmentarz Brompton w Londynie

Po zakończeniu wojny pozostał w Wielkiej Brytanii. W 1945 został członkiem Fundacji Dziennika Polskiego. Publikował artykuły, prozę, wiersze, recenzje książkowe i teatralne w licznej prasie emigracyjnej, m.in. w „Polska Walcząca”, „Junaku”, „Wiadomościach” i „Dzienniku Polskim i Dzienniku Żołnierza”, gdzie w latach 1949–1965 na łamach ukazywały się w odcinkach także jego powieści: Fiodor, Tu i tam i I znowu styczeń. Duże zainteresowanie wzbudziła powieść historyczna I znowu styczeń nawiązująca do wydarzeń, których autor był uczestnikiem, związanych ze strajkiem szkolnym w Warszawie w latach 1904–1905. Stała się też przyczyną do dysputy na temat młodości Juliana Tuwima i jego związkach z sowieckim okupantem. Powieść w wydaniu książkowym ukazała się dopiero po śmierci autora, w roku 1961, w Londynie.
Na emigracji wydał cztery zbiory poetyckie, w których poruszał często tematykę wojskową. Jego wiersze patriotyczne, zanim zostały ukazały się w druku, nierzadko rozchodziły się wśród Polaków londyńskich w maszynopisach. W oczach emigracji postrzegany był jako poeta-żołnierz. Bogusławski był poetą nim został żołnierzem, dlatego też przeciwstawiał się temu określeniu nestor literatury emigracyjnej Tymon Terlecki, według którego Bogusławski kontynuował: „długotrwałą tradycję polskiej poezji rycerskiej, rycersko-ziemiańskiej”.
W 1945 roku był jednym z fundatorów Stowarzyszenia Pisarzy Polskich (SPP) i zasiadał w zarządzie. W latach 1945–1947 był prezesem emigracyjnego Związku Dziennikarzy RP, a w 1949 prezesem Związku Pisarzy Polskich na Obczyźnie (ZPPnO) którego był współzałożycielem .
Popularnym miejscem spotkań emigracji było Ognisko Polskie w Londynie, gdzie organizowano spotkania kulturalne i towarzyskie, odczyty literackie, koncerty, a także zbiórki funduszy dla potrzebujących Polaków. Wiosną 1946 roku SPP rozwijała działalność kulturalną, w Ognisku Polskim odbył się cykl odczytów poświęcony literaturze polskiej, w którym uczestniczył także Bogusławski prezentując „Lirykę wojenną”. Zapraszany był także przez na spotkania organizowane przez Polski Pen Club w Ognisku, m.in. 20 września 1945 roku odbyło się spotkanie poświęcone ofiarom wojny. 30 października 1946 w Ognisku Polskim, ZPPnO urządził swój pierwszy wieczór pt. „Myślą w Ojczyźnie”, na którym Bogusławski, wspólnie z Marianem Hemarem, Stanisławem Balińskim, Marianem Czuchnowskim i Ryszardem Kiersnowskim, prezentował swoje wiersze. W 1949 roku SPP zorganizowało cykl kulturalny w którym występowały pary: pisarz i poeta. Bogusławski wystąpił ze Stanisławą Kuszelewską. W ich programie, oprócz własnej twórczości, znalazły się także nowele Marii Dąbrowskiej. Bogusławski wziął udział w ponad 70 spotkaniach literackich i kulturalnych, podczas których często prezentował własne wiersze.
Dużą wagę przykładał do literatury przeznaczonej dla dzieci i młodzieży. Zabiegał, aby polskie dzieci i młodzież wychowywane były w duchu patriotycznym dlatego język polski był przedmiotem szczególnej uwagi na emigracji. Z jego inicjatywy dodatek do „Dzienniku Polskim i Dzienniku Żołnierza” przeznaczony dla dzieci, który ukazywał się raz na miesiąc, zaczął być wydawany co trzy tygodnie.
W 1951 roku został powołany przez Prezydenta RP na uchodźstwie Augusta Zaleskiego na stanowisko sędziego Sądu Obywatelskiego w Londynie. W 1954 roku otrzymał nagrodę literacką za całokształt twórczości, ufundowaną przez Komitet Obywatelski Pomocy Uchodźcom Polskim w Wielkiej Brytanii. Bogusławski do końca życia aktywnie angażował się w sprawy społeczno-kulturalne polskiej emigracji. Zmarł 31 sierpnia 1956 roku w Londynie i pochowany został na Cmentarzu Brompton w Royal Borough of Kensington and Chelsea. Zygmunt Nowakowski, żegnając Bogusławskiego w imieniu polskiej społeczności, nazwał go wielkim strażnikiem polskiej mowy. W imieniu Wojska Polskiego żegnany był przez generała Mariana Kukiela. W październiku 1956 roku ZPPnO i artyści zorganizowali, w najbardziej reprezentacyjnej sali Instytucie Historycznym im. gen. Sikorskiego, wieczór poświęcony pamięci Bogusławskiego, na którym zgromadziły się tłumy pragnące oddać hołd jednemu z najbardziej zasłużonych Polaków na emigracji. Wiersze Bogusławskiego zostały odczytane przez Tolę Korian i Wiesława Mireckiego.

## Życie prywatne

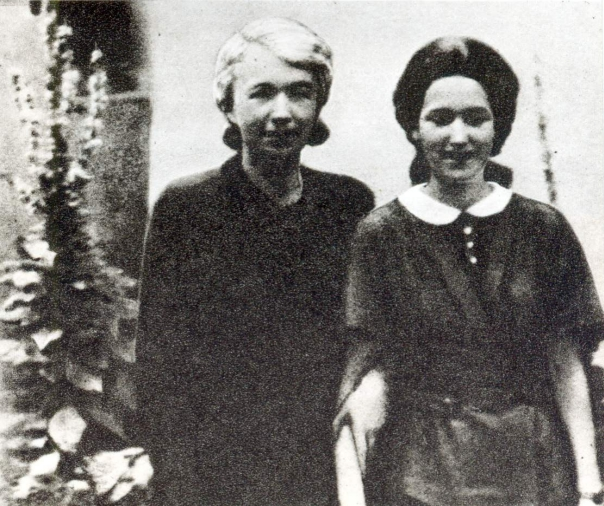
Maria Bogusławska z córką Teresą, Warszawa 1944

2 września 1913 roku Antoni Bogusławski poślubił Marię Wolszczan (1891–1979) doktor nauk medycznych, z którą miał dwoje dzieci. W 1919 roku urodził się Andrzej Prus-Bogusławski – dziennikarz, poeta i pisarz. W czasie II wojny światowej oficer, cichociemny (ps. „Pancerz”). W 1929 roku urodziła się córka Teresa Bogusławska, harcerka, jedna z najmłodszych poetek uczestniczących w Powstaniu Warszawskim. Była więziona i torturowana przez okupanta niemieckiego. Zmarła w Zakopanem, kilka miesięcy po Powstaniu, na gruźlicę, której nabawiła się w więzieniu. Miała 15 lat. Wiadomość o jej śmierci pisarz przeżył bardzo ciężko. Zatroszczył się o spuściznę pisarską swojej córki, wybrał najlepsze wiersze i wydał je w 1946 roku w Londynie w zbiorze pt. Mogiłom i cieniom.
W powstaniu warszawskim żona Bogusławskiego pełniła obowiązki lekarza w szpitalu polowym Śródmieście Południe. Zmarła w Warszawie w 1979 roku.

## Ordery i odznaczenia
- Krzyż Srebrny Orderu Wojskowego Virtuti Militari[49] nr 6779 (10 maja 1922)[50]
- Krzyż Niepodległości (9 listopada 1933)[49][51]
- Krzyż Oficerski Orderu Odrodzenia Polski (2 maja 1923)[49][52][53]
- Krzyż Walecznych (pięciokrotnie, po raz 2 i 3 w 1922)[49][54]
- Medal Pamiątkowy za Wojnę 1918–1921[49]
- Medal Dziesięciolecia Odzyskanej Niepodległości[49]
- Krzyż Komandorski Orderu św. Sawy (Jugosławia)[49]
- Krzyż Komandorski Orderu św. Aleksandra (Bułgaria, 1937)[49][55]
- Krzyż Oficerski Orderu Gwiazdy Rumunii (Rumunia, 1923)[49][52]
- Krzyż Oficerski Orderu Palm Akademickich (Francja, udekorowany 1925)[56][49][52]
- Krzyż Kawalerski Orderu św. Maurycego i Łazarza (Włochy)[49]
- Krzyż Kawalerski Orderu Legii Honorowej (Francja, 1921)[49][52]
- Medal Zwycięstwa (Médaille Interalliée)[49]

## Nawiązania
- W 1975 roku Kolęda żołnierska znalazła się w antologii Niech wiatr ją poniesie: antologia pieśni z lat 1939–1945 wydanej pod redakcją Tadeusza Papiera, nakładem Wydawnictwa Łódzkiego[57].
- W 20 czerwca 1978 roku w Polskim Radiu wyemitowano audycję „Gdynia w 60-leciu” w cyklu „Dialogi i zbliżenia” do realizacji której wykorzystano fragment utworu Antoniego Bogusławskiego Baśń o bursztynowym pierścieniu[58].
- W 1990 roku wiersz Ostra Brama został umieszczony w zbiorze poezji Matka Boska Kozielska wydanego nakładem wydawnictwa Pax, do którego wiersze zebrał i opracował Antoni Podsiad, a rys historyczny zamieścił Wojciech Kozłowski[59].
- W 1992 roku Kolęda żołnierska została umieszczona w śpiewniku ...pieśń ujdzie cało... w opracowaniu Leona Łochowskiego i Wiesława Korniewskiego wydanego przez Oddział Kultury Departamentu Wychowania Wojska Polskiego, Centralny Ośrodek Metodyczny Domu Wojska Polskiego[60].
- W 2013 roku Wydawnictwo Komiksowe wydało I tom z serii Dawny komiks polski w opracowaniu Adama Ruska. W pierwszym albumie znalazły się dwa komiksy: Warszawa w roku 2025 Benedykta Hertza, Aleksandra Świdwińskiego oraz Pan Hilary i jego przygody Antoniego Bogusławskiego[61].

## Wybrane dzieła

### Poezja
- Honor i ojczyzna, 1927
- Dwór, 1928
- Zwierciadełko, 1929
- Na strażnicy, 1932
- Kwiat wiśniowy, 1939
- Polna kochanka, 1940
- W angielskim parku, 1943
- Kurant, 1945
- Struny na drzewach, 1948

### Proza
- Czytanki żołnierskie prozą i wierszem, 1925
- Różne powiastki, 1928
- Ze Lwowa do Francji, Wspomnienia z IX i X 1939, 1943
- Fiodor, wyd. w „Dzienniku Polskim i Dzienniku Żołnierza” nr 49–71, 1951; wyd. osob. 1956
- Tu i tam, wyd. w „Dzienniku Polskim i Dzienniku Żołnierza” nr 226–298, 1951; wyd. osob. 1963
- I znowu styczeń, wyd. w „Dzienniku Polskim i Dzienniku Żołnierza”; wyd. osob. 1961

### Inne
- Kolenda żołnierska. Utwór sceniczny, 1924
- Na biwaku Wiersze i piosenki żołnierskie z nutami, 1929
- Zaczęło się pod Solferino. Rzecz o Czerwonym Krzyżu, Szkice i wiersze, 1937
- Dobosz Grześ Piosenki żołnierskie. Oprac. muz. A. Kowalskiego na podstawie melodii ludowych. Z przedm. K. Krzewskiego, 1939
- Szopka żołnierska, Nuty, 1940

### Dla dzieci
- O rycerzu Okruszynce, 1925
- Zajączki, 1928
- Żywe literki, 1928
- Jak kaczorek Kwaczorek przez Gdańsk do Gdyni płynął, 1928
- Kazia Leniuszek: obrazek sceniczny w jednej odsłonie, 1928 (wraz z Marią Juszkiewiczową)[62]
- Mała Tereska, 1933
- O wiewiórce złotoskórce i szaraku nieboraku, 1936

### Tłumaczenia
- Michaił Tuchaczewski, Wojna francusko-pruska. 1870–1871, 1925
- Ivan Mažuranić, Śmierć Smail-agi Czengicia, 1931
- Jugosłowiańska poezja ludowa, 1937
- Cud nad Wisłą. Polemika Józefa Piłsudskiego z Michałem Tuchaczewskim (fragmenty). Przekład tekstu M. Tuchaczewskiego: Antoni Bogusławski, 1982

### Prace redakcyjne
- Co ułan krechowiecki o swoim pułku wiedzieć powinien. W dziesiątą rocznicę powstania pułku. 1915–1925, 1925
- A. Oppman OR-OT: Służba poety, 1936
- A. Oppman OR-OT: Nowe oczy, 1937
- Z. Polkowska-Szkaradzińska: Gałąź w kwiecie. Poezje, 1949
- Stanisław Stroński w 50-lecie pracy pisarskiej, 1954